# 凯西·J·威利斯
凯西·J·威利斯（1964年1月16日—）是一位英国生物学家，牛津大学动物学系生物多樣性教授卑尔根大学和兼职教授，毕业于劍橋大學和南安普頓大學，专攻环境变化与生态系统动态平衡的关系，2015年获伦敦皇家学会迈克尔·法拉第奖。